# James Ellroy

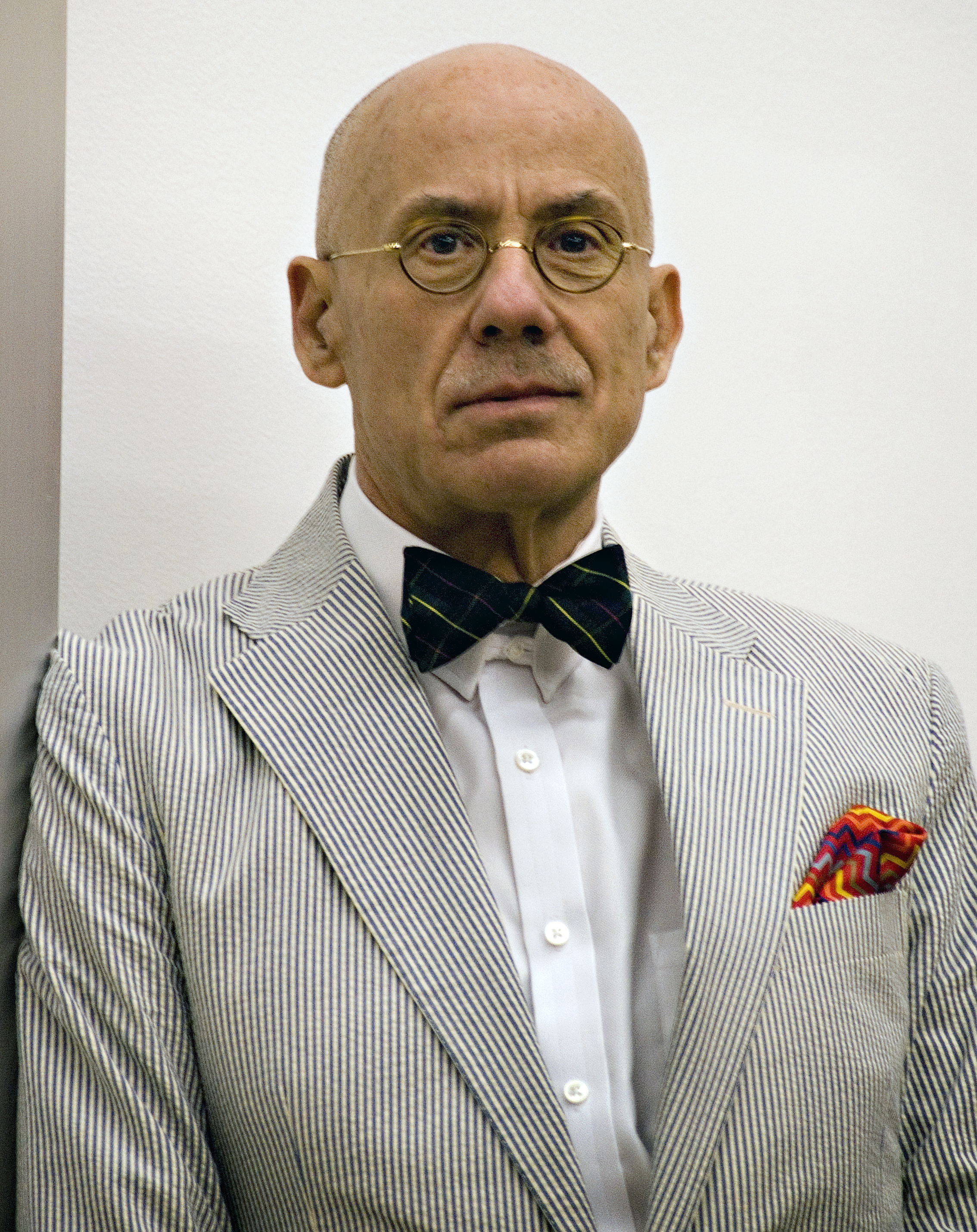
James Ellroy (2009)

James Ellroy, als Lee Earle Ellroy geboren (* 4. März 1948 in Los Angeles) ist ein US-amerikanischer Schriftsteller. Seine Kriminalromane sind Bestseller. Ellroy beschreibt mit Vorliebe die dunklen Seiten der amerikanischen Gesellschaft. Sein Werk zeichnet sich durch einen lakonischen Sprachgestus, eine dichte Handlung und eine pessimistische Weltsicht aus.

## Leben
Unbeständigkeit, ein Leben am Rand der Gesellschaft sowie tragische Ereignisse waren die vorherrschenden Momente in den ersten dreißig Lebensjahren des späteren Erfolgsschriftstellers. Ellroys Mutter, Jean Ellroy, war eine ehemalige Krankenschwester, die ursprünglich aus Wisconsin stammte und später nach Los Angeles gezogen war. Ellroys Vater, Armand Ellroy, hatte in den späten 1940ern kurzzeitig für die Filmschauspielerin Rita Hayworth gearbeitet und schlug sich mit Buchmacherjobs und anderen Gelegenheitsarbeiten durch. 1954 ließen sich die Eltern scheiden. Das Sorgerecht erhielt die Mutter, die nach der Scheidung wieder ihren Geburtsnamen Hilliker annahm. Der junge James pendelte in den Folgejahren zwischen El Monte, dem neuen Wohnsitz der Mutter, und dem Wohnsitz des Vaters in der Innenstadt von Los Angeles hin und her. Am 22. Juni 1958 fiel die Mutter einem Sexualverbrechen zum Opfer – ein Mordfall, der nie aufgeklärt wurde. Nach eigener Aussage erlebte Ellroy als Zehnjähriger den gewaltsamen Tod seiner Mutter zunächst eher als Befreiung. Die Folgejahre verbrachte er bei seinem Vater und erlebte dessen sozialen Abstieg mit. Zudem hatte Armand Ellroy zunehmend mit gesundheitlichen Problemen zu kämpfen.
Als Jugendlicher las Ellroy zunehmend Kriminalromane sowie True-Crime-Reportagen – unter anderem Werke von Mickey Spillane, Raymond Chandler, Ross Macdonald und Joseph Wambaugh. Obsessive Züge gewann im Lauf der Jahre die Beschäftigung mit einem spektakulären Sexualverbrechen aus dem Jahr 1948 – dem als Schwarze-Dahlie-Fall bekanntgewordenen Mord an der Nachwuchsschauspielerin Elizabeth Short. Nach einem kurzen Zwischenspiel bei der US Navy 1965 und dem Tod des Vaters geriet James Ellroy mehr und mehr auf die schiefe Bahn. Die folgenden zehn Jahre waren gekennzeichnet von Obdachlosigkeit, kleinkriminellen Delikten, provozierenden Aktionen mit rassistischen und antisemitischen Sprüchen, Alkohol- und Drogenabhängigkeit sowie kürzeren Haftaufenthalten. Als weitere Komponente hinzu kamen voyeuristische Aktionen – vor allem in Form von Wohnungseinbrüchen, bei denen das Sich-Ausbreiten in der Privatsphäre von Frauen, die er zuvor beobachtet hatte, im Vordergrund stand.

### Ellroy als Schriftsteller
Drogen, Alkohol sowie das Leben auf der Straße forderten im Lauf der Zeit ihren Tribut. 1975 wurde Ellroy in ein Krankenhaus eingeliefert aufgrund akuter schwerer Psychose. Ein Lungenabszess, verursacht durch jahrelanges Inhalieren mittels medikamentengetränkter Wattebäuschchen, hätte – nach Eigenaussage – 1977 fast zu seinem Tod geführt. Im Anschluss an dieses Ereignis änderte Ellroy sein Leben von Grund auf. Er hörte mit dem Trinken auf, besuchte Meetings der Anonymen Alkoholiker und bestritt seinen Lebensunterhalt als Caddy auf Golfplätzen. Daneben begann er mit dem Schreiben seines ersten Romans. Browns Requiem (deutscher Titel: Browns Grabgesang), eine Hardboiled-Geschichte, die in der weißen Unterklasse Südkaliforniens angesiedelt ist, beschreibt den Rachefeldzug eines ehemaligen Polizisten, der als Auto-Beschlagnahmer (amerikanische Bezeichnung: Repo Man) sowie Privatdetektiv seinen Lebensunterhalt verdient und – mehr oder weniger zufällig – in eine Geschichte aus Brandstiftung, Sozialversicherungsbetrug und Polizeikorruption gerät. Mit seinem zweiten Roman, Clandestine (deutscher Titel: Heimlich), lieferte Ellroy erstmals ein Szenario, das auch in weiteren Romanen wieder auftauchte: die Geschichte eines sex- und karriereversessenen Polizei-Officers, der im Amerika der 1950er Jahre auf die Spur eines psychopathischen Frauenmörders gerät, die Jagd auf selbigen als Mittel zur Beförderung seiner Karriere angeht und den Täter erst nach Jahren voller Irrtümer und persönlicher Rückschläge zur Strecke bringen kann. Der Klappentext der deutschen Erstausgabe, die das Buch als „Underground-Krimi“ ankündigte, charakterisierte Heimlich als „einen Thriller über Entwurzelung und Schuld und einen Albtraum im Amerika der fünfziger Jahre – erzählt aus der Sicht der Achtziger“.
Ebenso wie die beiden Erstlinge waren auch die vier Anschlussromane – die drei Titel der sogenannten Lloyd-Hopkins-Trilogie (deutsche Titel: Blut auf dem Mond, In der Tiefe der Nacht und Hügel der Selbstmörder) sowie der Standalone-Thriller Silent Terror (deutsch: Stiller Schrecken) aus dem Jahr 1986 – kommerziell wenig ergiebig. Ein Leben von Bucherträgen war vorerst nicht möglich. Bis zum Erscheinen von Die schwarze Dahlie 1987 arbeitete Ellroy, der nach dem Erscheinen von Browns Grabgesang ins Umland der Ostküsten-Metropole New York umgezogen war, weiterhin als Caddy auf Golfplätzen. Auch im Hinblick auf den Faktor Kontinuität beschrieb Ellroy die Vertragskonditionen der ersten Jahre als eher unbefriedigend. Ähnliches galt für den Aspekt der kreativen Freiheit beziehungsweise seine Alleinstellungsmerkmale als Autor. So sah er sich beispielsweise genötigt, an den Lloyd-Hopkins-Romanen – einer in der dritten Person geschriebenen Polizeiofficer-Killer-Reihe, die sich erzähltechnisch unter anderem durch harte Perspektivwechsel auszeichnete – mehrmals Änderungen vorzunehmen. Grund, aus Ellroys Sicht: seine zu große Entfernung vom Krimi-Mainstream sowie, auf Verlagsseite, Probleme, seine Bücher in gängige „Schubladen“ einzusortieren.
Der 1987 erschienene Roman The Black Dahlia brachte sowohl kommerziell als auch in Bezug auf Bekanntheitsgrad und Bedeutung Ellroys als Thrillerautor den entscheidenden Durchbruch. Insbesondere in Deutschland und Frankreich avancierte Ellroy zum neuen „Shooting Star“ der US-amerikanischen Hardboiled Novel. Bis 1992 folgten drei weitere Bücher des sogenannten LA-Quartetts: The Big Nowhere, L. A. Confidential und White Jazz (deutsche Titel: Blutschatten, Stadt der Teufel und White Jazz). Alle vier Romane thematisieren die dunkle Seite der Geschichte von Los Angeles während der 1940er und 1950er Jahre. Trotz der überdurchschnittlich hohen Komplexität und Figuren-Dichte avancierten alle vier Romane des Quartetts zu Erfolgen. Seitens der Kritik wurde ihr schonungsloser, nihilistischer Blick auf die Nachtseite des amerikanischen Traums als großes Verdienst des Autors gewertet. L. A. Confidential, mit Kevin Spacey, Russell Crowe und Kim Basinger in den Hauptrollen, wurde darüber hinaus auch als Film ein veritabler Erfolg. Ellroy, der Jahre zuvor noch die Absicht bekundet hatte, der größte Kriminalschriftsteller aller Zeiten zu werden, erklärte nach dem Abschluss des L.-A.-Quartetts, er habe mit diesem Genre abgeschlossen und wolle in Zukunft nie mehr ein Buch schreiben, das als Kriminalroman oder Thriller klassifizierbar sei. Stattdessen wolle er sich nunmehr auf Stoffe mit historischen Themen verlegen.
Ein großes, sich bis ins neue Jahrtausend hineinziehendes Projekt wurde eine Dreierabfolge von historischen Romanen, welche die US-amerikanische Geschichte der 1950er, 1960er und 1970er Jahre als Handlungsterrain sex- und machtgesteuerter Machos, Mobster und Polit-Gangster darstellt. Kennzeichnend für die drei Romane Ein amerikanischer Thriller, Ein amerikanischer Albtraum und Blut will fließen waren ein umfassendes, mehrere Jahre umfassendes Handlungsszenario mit Handlungsfiguren in dreistelliger Anzahl und die Mischung realer und fiktiver Ereignisse. Ein amerikanischer Thriller thematisiert eröffnend die Jahre, die der Ermordung John F. Kennedys vorausgingen, Blut will fließen als Abschlusswerk der Trilogie unter anderem die Unterwanderung linker Gruppen und der Black Panther Party seitens des FBI in den 1970er Jahren sowie die Präsidentschaftskandidatur des Republikaners Richard Nixon bis hin zur Watergate-Affäre. Daneben eine collagenhafte, stakkatoartige Form der Darstellung mit abrupten, kurzen, zum Teil unvollständigen Sätzen. Kommerziell waren auch die Titel der sogenannten „Unterwelt-Trilogie“ oder „amerikanischen Trilogie“ recht erfolgreich. In zahlreichen Rezensionen wurde der zur Schau gestellte Nihilismus des Autors allerdings auch mit kritischen Tönen bedacht – ebenso die Komplexität des Handlungsrahmens, der die Leser tendenziell überfordere.

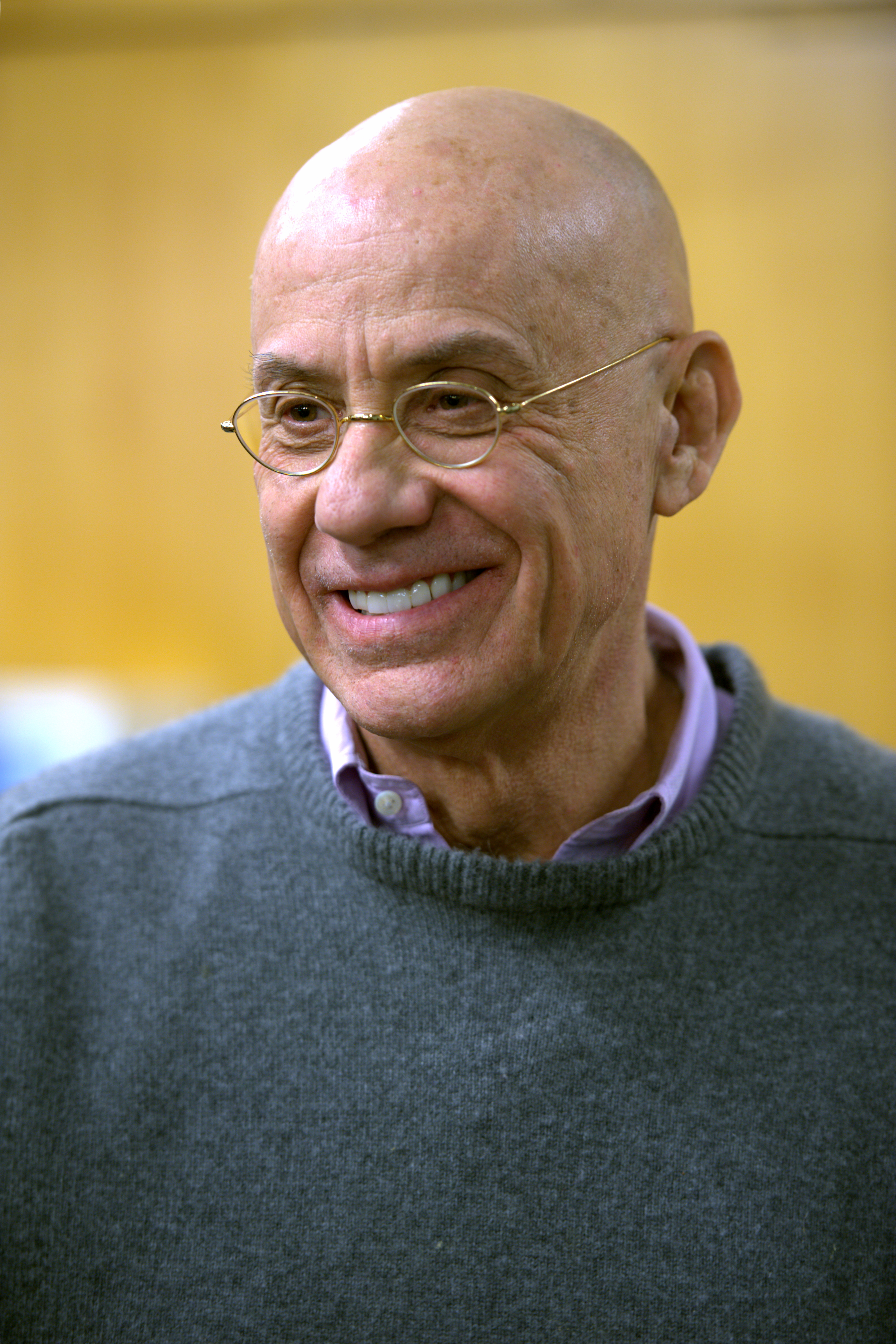
James Ellroy (2011)

Über die aufgeführten Titel hinaus erschienen von James Ellroy mehrere Bücher mit Erzählungen und Kurzgeschichten. 1996 erschien mit My Dark Places (deutsch: Die Rothaarige) ein weiterer vielbeachteter Titel. Die Information, dass ein Journalist beabsichtigte, die Geschichte von Ellroys ermordeter Mutter erneut auszugraben, hatte den Schriftsteller 1994 dazu veranlasst, eigene Vor-Ort-Recherchen in Angriff zu nehmen. Zusammen mit dem pensionierten Polizisten Bill Stoner trug Ellroy neue Unterlagen, Zeugenaussagen, Fakten und Indizien zusammen. Zwar war – wie er 2010 in The Hilliker Curse selbstkritisch bekannte – die Chance, den Täter nach dreißig Jahren ausfindig zu machen, denkbar gering. Mit den als Mischung aus Autobiografie und Reportage präsentierten Ergebnissen lieferte Ellroy nicht nur eine Verbrechensdokumentation in eigener Sache. Die Rothaarige war darüber hinaus auch ein Versuch, postum seiner Mutter Gerechtigkeit und Würde angedeihen zu lassen. In einem Interview äußerte er sich über seine Motive, die Geschichte seiner Mutter in dieser Form aufzugreifen, wie folgt: „In den 70ern war ich ein Mann, der trank, Drogen nahm und rumhurte. Sie war eine Frau, die das gleiche in den 50ern machte. Ich hatte merkwürdige sexuelle Neigungen. Sie nicht. Ich war in einem alarmierenden gesundheitlichen Zustand, was mich dazu antrieb, wieder solide zu werden. Auch sie hätte so einen Wandel in ihrem Leben vollziehen können, wäre sie nicht dem Scheißkerl begegnet, der sie getötet hat.“ Selbstreflexive, zum Teil selbstkritische Gedanken standen auch im Mittelpunkt der autobiografischen Abhandlung The Hilliker Curse (deutscher Titel: Der Hilliker-Fluch) aus dem Jahr 2010. In ihr lässt Ellroy erneut sein Leben revue passieren und reflektiert sein – stark vom Tod seiner Mutter sowie der obsessiven Beschäftigung mit dem ähnlich gelagerten Schwarze-Dahlie-Fall geprägtes – Verhältnis zu Frauen.

### Verfilmungen
Eine Reihe von Ellroy-Stoffen wurde im Lauf der Jahre verfilmt. Die bekannteste Verfilmung ist bis heute L. A. Confidential – eine Umsetzung, die sowohl von der Kritik als auch vom Publikum positiv aufgenommen wurde. Im Unterschied dazu wurde Brian De Palmas Adaption des Black-Dahlia-Stoffes stark widersprüchlich gewertet und von Teilen der Kritik als zu artifiziell kritisiert. Weitere Verfilmungen sind Der Cop (mit James Woods in der Hauptrolle) und die Kurzgeschichten-Verfilmung Dark Blue (mit Kurt Russell, Michael Michele und Ving Rhames) – eine Geschichte, die eine korrupte Einheit des LAPD vor dem Hintergrund der Unruhen in Los Angeles nach dem Rodney-King-Urteil 1992 in Szene setzt.

### Positionen
Ungeachtet der Sozialkritik, die oftmals in seine Werke hineininterpretiert wird, setzt sich James Ellroy selbst gern als stark von christlichen Werten geprägter Konservativer in Szene – zumindest, was kulturelle und moralische Fragen anbelangt. Die Experimente der Hippie- und 68er-Ära charakterisierte er wiederholt als fehlgeleitet und illusionär – eine Sichtweise, die er auch in seinen Romanen zum Ausdruck bringt. Flankiert wird die oft schroff wirkende Ablehnung der 68er-Populärkultur von einer Vorliebe für klassische Musik, insbesondere die Werke von Ludwig van Beethoven. In einem Interview mit Die Welt sagte er im Mai 2015: „Ich hasse Rockmusik […] Wenn es zwei große Bewegungen gibt, die ich Gott sei Dank in meinem Leben auslassen durfte, dann waren es die Linke und Rock ’n’ Roll. […] Ich war nie ein Teil der Gegenkultur.“ Darüber hinaus räumte er in Interviews ein, dem Konservatismus eines George W. Bush nichts abgewinnen zu können, und deutete anlässlich der Präsidentenwahl 2008 an, eher zur Seite des demokratischen Herausforderers Barack Obama zu tendieren. In Frauenfragen betonte er mehrmals seine Sympathie für die feministischen Grundanliegen Frauenemanzipation und Gleichberechtigung.

### Privates
1991 heiratete James Ellroy in zweiter Ehe die Literaturkritikerin Helen Knode. Vier Jahre später zog das Paar nach Mission Hills, einem Vorort in der Nähe von Kansas City.
Ab 2005 lebten Ellroy und Knode getrennt. Seit einigen Jahren lebt er wieder mit seiner Exfrau Helen zusammen. Für sie ist er nach Colorado gezogen.

## Pressestimmen
- Süddeutsche Zeitung: Ellroy ist der wohl wahnsinnigste unter den lebenden Dichtern und Triebtätern der amerikanischen Literatur.
- ZEITmagazin: Er schreibt die blutigsten Krimis Amerikas.
- Bücherjournal: Anarchisch kaputt, sexbesessen und mit einem unheimlichen Gespür für alles Pathologische, Zerstörerische … Aus seinen Büchern weht der Wind des Bösen.
- Der Spiegel: Ellroy ist der wichtigste zeitgenössische Kriminalautor.
- Rolling Stone: Er begab sich mit Ein amerikanischer Thriller auf eine große Bühne, die der Politik. Statt Krimis eine Trilogie historischer Romane. Klingt aus heutiger Sicht konsequent. Doch 1995 war das – bezogen auf Karriere und Selbsteinschätzung – wie Russisches Roulette. Er drehte die Trommel. Drückte ab. Klick. Dann noch mal, diesmal nicht für die Exekution, das Schreiben der ersten Parts, sondern für die Resonanz bei der Kritik, die Genreverräter gerne verreißt bzw. Neuankömmlinge von Ellroys Kaliber nicht gerade mit Gimlets begrüßt. Klick. Blieben noch vier Kammern, eine geladen. Als nächstes die Publikumsresonanz: Klick.

## Werke

### Lloyd-Hopkins-Reihe
- Blut auf dem Mond (OT: Blood on the Moon); 1984
- In der Tiefe der Nacht (OT: Because the Night); 1984
- Hügel der Selbstmörder (OT; Suicide Hill); 1986

### L.A.- Quartett (Tetralogie)
- Die schwarze Dahlie (OT: The Black Dahlia); 1987
- Blutschatten (OT: The Big Nowhere); 1988
- Stadt der Teufel (OT: L. A. Confidential); 1990
- White Jazz (OT: White Jazz); 1992

### Underworld USA (Trilogie)
- Ein amerikanischer Thriller (OT: American Tabloid); 1995
- Ein amerikanischer Albtraum (OT: The Cold Six Thousand); 2001
- Blut will fließen (OT: Blood’s a Rover); 2009

### Das zweite L.A.-Quartett
- Perfidia (OT: Perfidia); 2014[8]
- Jener Sturm (OT: This Storm); 2019
- Die Bezauberer (OT: The Enchanters); 2023

### Sonstige
- Browns Grabgesang (OT: Brown’s Requiem); 1981
- Heimlich (OT: Clandestine), 1982
- Stiller Schrecken (OT: Silent Terror); 1986
- Dick Contino’s Blues and Other Stories. Erzählungen. 1994 (nicht in deutscher Sprache vorliegend)
- Die Rothaarige (OT: My Dark Places); 1997
- Crime Wave. Auf der Nachtseite von L. A. Erzählungen (OT: Crime Wave); 1999
- Hollywood. Nachtstücke. Erzählungen (OT: Hollywood Nocturnes); 2000
- Endstation Leichenschauhaus. Erzählungen (OT: Destination: Morgue!); 2004
- Der Hilliker-Fluch (OT: The Hilliker Curse); 2010
- Allgemeine Panik (OT: Widespread Panic); 2021

## Verfilmungen
- 1985: Der Cop (Vorlage Blut auf dem Mond)
- 1997: L.A. Confidential (Vorlage Stadt der Teufel)
- 1998: Brown’s Requiem
- 2002: Dark Blue (Story)
- 2006: The Black Dahlia (Vorlage Die schwarze Dahlie)
- 2008: Street Kings (Drehbuch)
- 2011: Rampart – Cop außer Kontrolle (Drehbuch)

## Hörspiele
- Die schwarze Dahlie (WDR 1996, Regie: Walter Adler)
- Die Rothaarige (NDR/SWR 1998, Regie: Leonhard Koppelmann)
- Blut auf dem Monde (SWR 2000, Regie: Norbert Schaeffer)
- In der Tiefe der Nacht (SWR 2001, Regie: Norbert Schaeffer)
- Hügel der Selbstmörder (SWR 2001, Regie: Norbert Schaeffer)

## Auszeichnungen
- 1989: Deutscher Krimi Preis (Kategorie International, Platz 1) für Die schwarze Dahlie
- 1990: Deutscher Krimi Preis (Kategorie International, Platz 2) für Blutschatten und Stiller Schrecken
- 1990: Prix Mystère de la critique für Le Grand nulle part (Blutschatten)
- 1992: Deutscher Krimi Preis (Kategorie International, Platz 1) für Stadt der Teufel
- 1997: Deutscher Krimi Preis (Kategorie International, Platz 2) für Ein amerikanischer Thriller
- 1997: Maltese Falcon Award für White Jazz
- 1998: Deutscher Krimi Preis (Kategorie International, Platz 3) für Die Rothaarige
- 2011: Krimi des Jahres 2010 (Platz 5) in der KrimiWelt-Bestenliste für Blut will fließen
- 2015 Grand Master Award, die höchste Auszeichnung der Mystery Writers of America (MWA) für besondere Leistungen im Krimi-Genre bei gleichbleibend hoher schriftstellerischer Qualität